# Daisy Lang
Daisy Lang, née Dessislava Kirova, en bulgare : Десислава Кирова, le 4 avril 1972 à Sofia en Bulgarie est une boxeuse bulgare, surnommée The Lady reconvertie actrice au cinéma et à la télévision. Plusieurs fois championne du monde de boxe, elle l'a également été au karaté et en kick-boxing en 1995 et elle est aussi titrée championne d'Europe de kick-boxing, en 1994.

## Filmographie
La filmographie de Daisy Lang comprend les films et séries télévisées suivants :
- 2017 : Beverly Hills Christmas II
- 2017 : Ashley and Red (série télévisée)
- 2015 : DELKA: Stand-Up Tall or Fall
- 2009 : The Gold & the Beautiful
- 2007 : Missionary Man
- 2007 : Lords of the Underworld
- 2006 : Un seul deviendra invincible : Dernier Round
- 2002 : Frogmen Operation Stormbringer

## Source de la traduction
- (en) Cet article est partiellement ou en totalité issu de l’article de Wikipédia en anglais intitulé « Daisy Lang » (voir la liste des auteurs).